# Proteină matricială

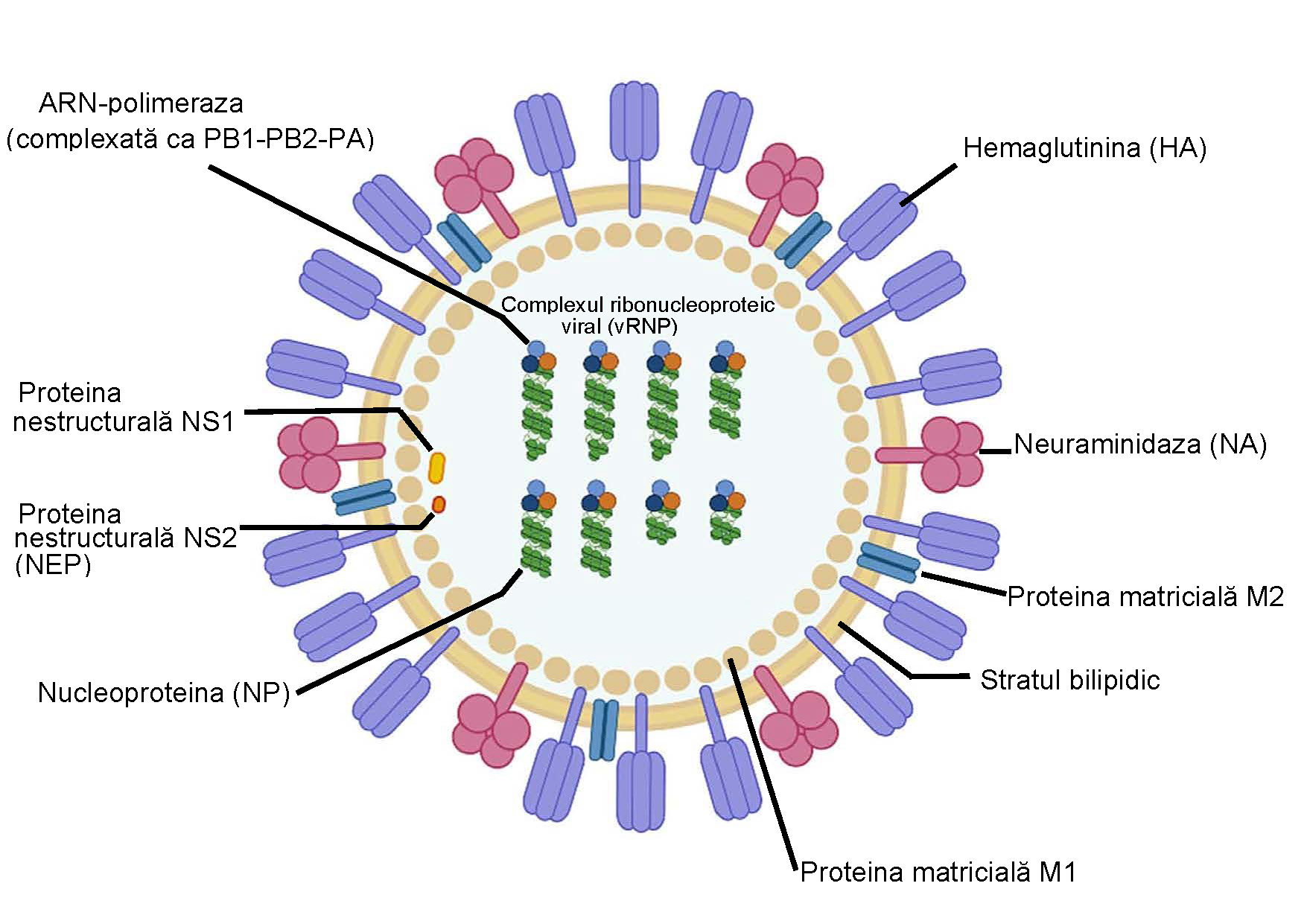
Schema virusului gripal A

Proteina matricială  (numită și proteina M, proteină matrix, proteină de matrice) este o proteină neglicozilată între membrana virală și nucleocapsidă, prezentă practic la toate virusurile învelite (ortomixovirusuri, paramixovirusuri, rabdovirusuri,  filovirusuri etc.), cu excepția bunyavirusurilor, arenavirusurilor, coronavirusurilor (la coronavirusuri există o proteină similară, dar glicozilată și înglobată în învelișul viral, numită glicoproteina M sau proteina membranară, proteina M de membrană). Proteina matricială este situată pe fața internă a învelișului viral, căptușind dublul strat lipidic; la microscopul electronic se observă ca un strat electrodens situat între învelișul viral și nucleocapsidă (ca la virusul gripal, virusul Sendai).

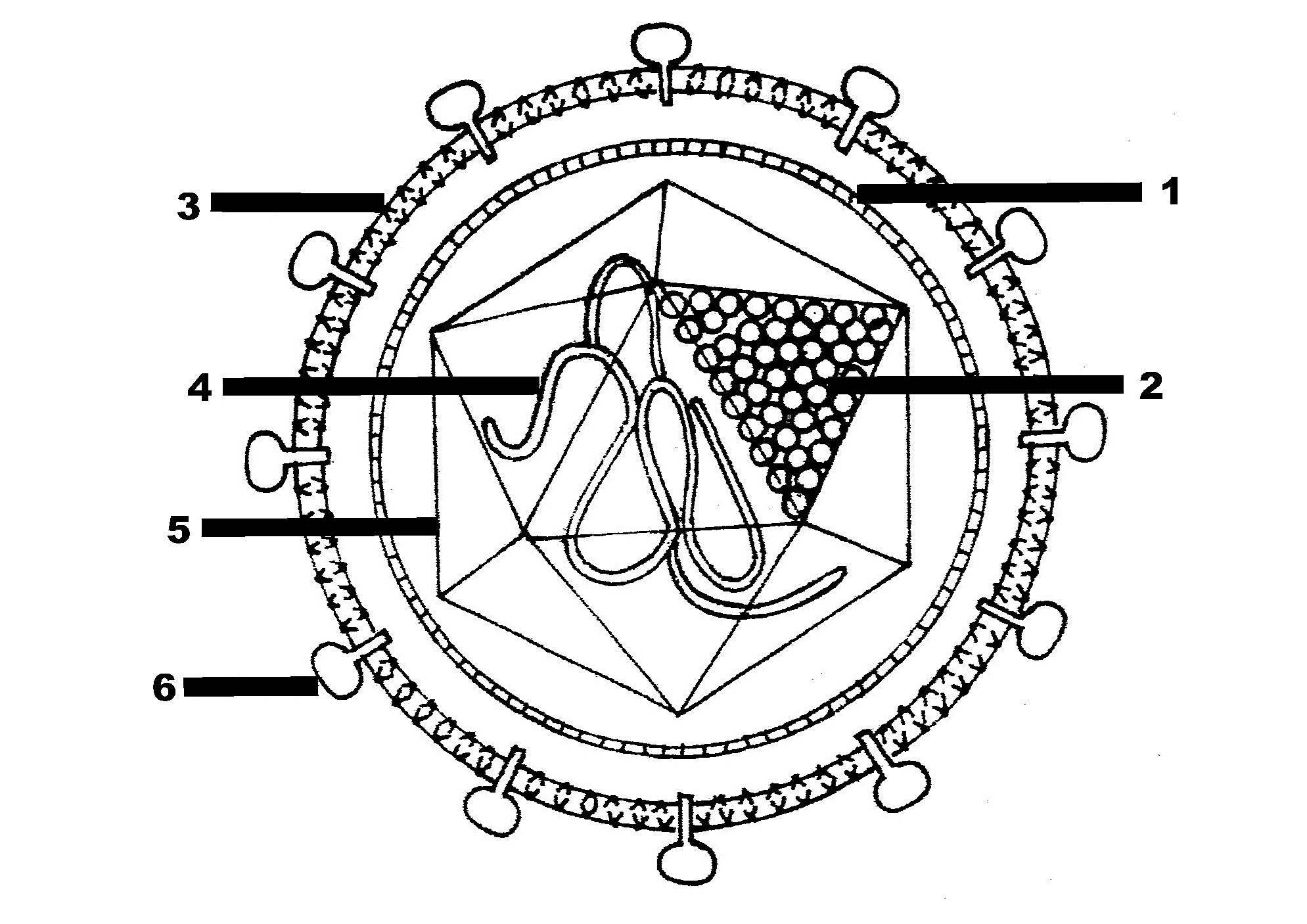
Structura virală reprezentată schematic: 1. Proteină matricială; 2. Capsomere; 3. Înveliș viral bilipidic; 4. Acid nucleic viral; 5. Capsidă; 6. Spiculi virali (peplomere).

Purificată, are proprietatea de a se autoasambla în straturi duble paracristaline, care se organizează în lame și tuburi, vizibile electronooptic pe fața internă a membranei citoplasmatice a celulelor infectate. Proteina matricială  apare în celulele infectate sub două forme, M1 și M2, M1 fiind fosforilată la paramixovirusuri.

## Funcții

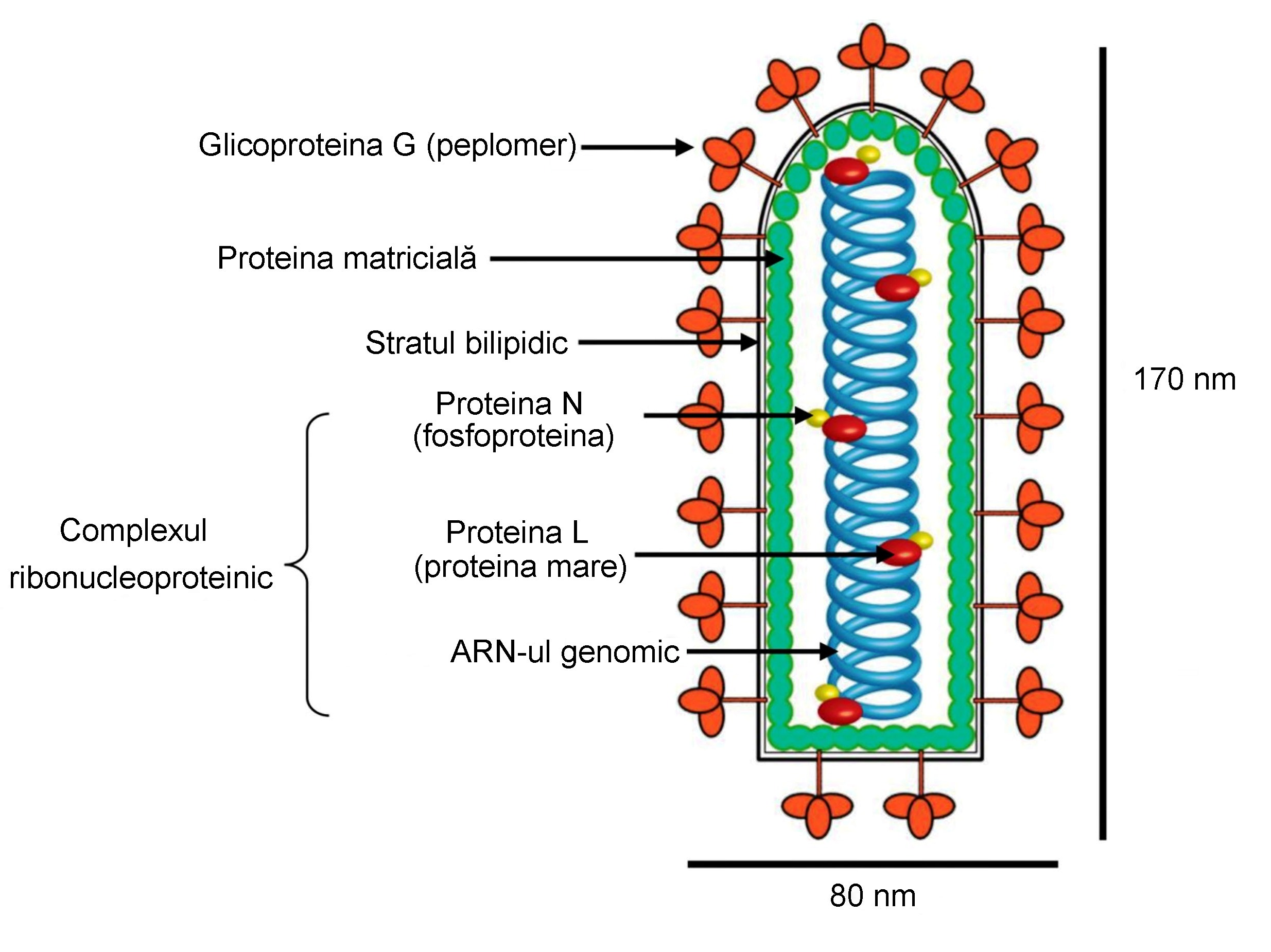
Schema virusului stomatitei veziculare din familia Rhabdoviridae

Proteina matricială  are următoarele funcții:
1. Proteina matricială  menține integritatea învelișului viral, prin interacțiunile pe care le stabilește cu stratul bilipidic;
2. Are rol major în asamblare-înmugurire, făcând legătura între glicoproteinele inserate în învelișul viral și nucleocapside, fenomen studiat cu precădere la ortomixovirusuri și paramixovirusuri.
3. Se leagă de glicoproteinele virale inserate în membrana celulară și de nucleocapside, fiind situs de recunoaștere pentru nucleocapsidele care se aliniază sub membrana celulară, în locul unde sunt cantonate structurile ce vor fi încorporate în învelișul viral;
4. Are rol în transferul ionic, fiind implicată în transportul ionilor de H.

Absența sau sinteza defectuoasă a proteinei matricială  se corelează cu incapacitatea de a produce virus infectant, acesta fiind probabil unul dintre mecanismele ce conduc la apariția PESS (panencefalita sclerozantă subacută). Experimental, la culturile infectate cu virusul Sendai trecerea de la infecția litică la cea persistentă este asociată cu modificări ale proteinei M.